# 蒙福特-德尔锡德
蒙福特-德尔锡德（西班牙語：Monforte del Cid），是西班牙巴伦西亚自治区阿利坎特省的一个市镇。总面积80km2，总人口5576人（2001年），人口密度70人/km2。